# De Vliegende Fakir

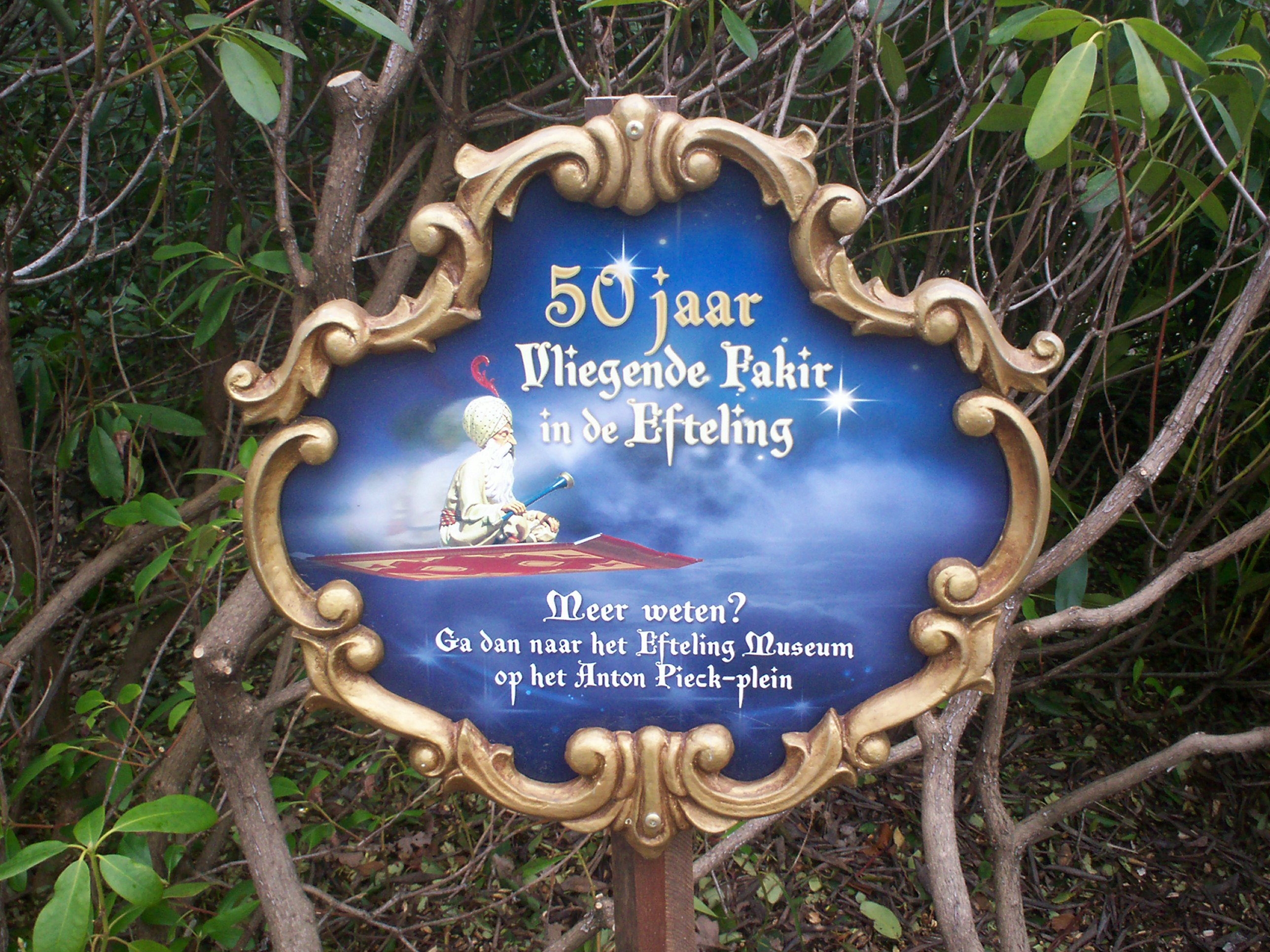
Bordje met verwijzing naar Efteling Museum en jubileum.

De Vliegende Fakir is een bezienswaardigheid in de Efteling in het Sprookjesbos. Het opende op 24 juli 1958 door burgemeester Reinier van der Heijden, naar een idee van Peter Reijnders en ontwerp van Anton Pieck. De muziek is van Sanai Gath. 
Het sprookje bevindt zich tussen de Sprookjesboom en de Chinese Nachtegaal. 

## Voorstelling
De fakir zit in een toren achter een open raam Indiase muziek te spelen, waardoor de rode tulpen voor het raam omhoog komen. Even later zweeft hij met zijn vliegend tapijt naar de toren aan de andere kant van het paleis, om daar achter het open raam te gaan spelen, waardoor de gele tulpen voor dát raam omhoog komen (en de rode, aan de andere kant, weer zakken). Aan elke kant staan 922 tulpen. 
De fakir "vliegt" over nylon draden, naar idee van Peter Reijnders. 

## 50-jarig jubileum
Op 7 juli 2008 werd op "De Dag van het Sprookje" in de Efteling het 50-jarig jubileum gevierd van de Fakir. Tevens werd er een tentoonstelling opgesteld over de Fakir en de tulp in de Efteling in het Efteling Museum.

## Trivia
- In 1959 is overwogen om een gesproken vertelling toe te voegen aan het sprookje. Dit is tot op heden nog niet gebeurd.
- In 1987 werden de 3 poppen van de Fakir vernieuwd. 1 van de oude Fakirs is te zien in het Efteling Museum.
- In 2002 werd de Fakir in brand gezet tijdens een tentoonstelling.
- In 2017 vond een grondige renovatie plaats.
- Het sprookjesboek, dat een korte samenvatting van het sprookje geeft, werd in 2000 bij het sprookje toegevoegd en in 2013 vernieuwd.

Lijst van attracties in de Efteling · Lijst van sprookjes in de Efteling · Afbeeldingen